# العلاقات النمساوية البولندية
تشير العلاقات النمساوية البولندية إلى العلاقة بين جمهورية النمسا وجمهورية بولندا.
يملك البلدان علاقة تاريخية طويلة جدًا، وكانت أغلبها معقدة عبر التاريخ. تمتع الكومنولث البولندي الليتواني وملكية هابسبورغ النمساوية بعلاقة قوية وودية للغاية في أعلى ذروة قوتهما؛ إذ ساعدت فرقة الفرسان البولندية تحت راية يوحنا الثالث سوبياسكي النمساويين على صد الأتراك في معركة فيينا، وكان هناك العديد من التبادلات الداخلية والسياسية بين الدولتين. أدت مشاركة النمسا في تقسيم بولندا مع بروسيا وروسيا بعد قرن إلى توتر العلاقات.
حدثت العديد من الثورات ضد الحكم النمساوي في بولندا التي تحتلها النمسا، بما في ذلك الثورة المجرية عام 1848 في مملكة المجر آنذاك، والتي لعب البولنديون دورًا مهمًا فيها. كانت النمسا الأكثر تسامحًا تجاه البولنديين من بين الدول الثلاث الأخرى. وقعت النمسا تحت عملية ضم ألمانيا النازية لها (عملية آنشلوس) وغزو بولندا في وقت لاحق مع الاتحاد السوفيتي، وذلك في القرن العشرين بعد انهيار العلاقات المعاد إنشاؤها بين الإمبراطورية النمساوية المجرية، والنمسا وبولندا. أعاد البلدان العلاقات بينهما بعد الحرب العالمية الثانية، وكانت العلاقة هذه المرة بين النمسا الحديثة الآن وجمهورية بولندا الشعبية آنذاك، وهي دولة شيوعية تابعة للاتحاد السوفيتي.
كانت النمسا ضمن الكتلة الغربية، وذات ارتباط وثيق بالغرب والولايات المتحدة، وكانت بولندا تحت الحكم الشيوعي. تدهورت علاقتهما مرة أخرى، واستؤنفت في عام 1989 بعد انهيار الكتلة الشرقية. شهدت العلاقة بين الدولتين تقدمًا كبيرًا منذ ذلك الحين، إذ دعمت النمسا بولندا للانضمام إلى حلف الناتو والاتحاد الأوروبي، واللذان انضمت إليهما بولندا في عامي 1999 و2004 على التوالي. تُعد العلاقة بين البلدين ممتازة في الوقت الحالي.

## العلاقات الحديثة
بدأت العلاقة بين البلدين في عام 1920، ولكنها كانت حقبة متوترة ولم يكن هناك أي اتصال رسمي، وذلك حينما دمرت الحروب معظم أوروبا الشرقية. لم تتمتع جمهورية بولندا والجمهورية النمساوية الحديثتان بأي علاقات واسعة خارج مستوى السفراء؛ وذلك مثل معظم دول أوروبا الشرقية في ذلك الوقت أيضًا.
انتهت العلاقة بين البلدين في عام 1938 بعد عملية آنشلوس التي ضمت فيها ألمانيا النازية النمسا. تباينت العلاقة بين النمسا وبولندا في أغلبها حتى عام 1954، طوال فترة العلاقة بين ألمانيا وبولندا، والتي توترت لاحقًا بسبب الغزو الألماني لبولندا، فأثار ذلك الحرب العالمية الثانية. شاركت النمسا، وهي دولة ذات غالبية ناطقة باللغة الألمانية تشترك بالعديد من النقاط الثقافية مع ألمانيا، في احتلال بولندا، وارتكبت العديد من الجرائم ضد الشعب البولندي تحت راية ألمانيا النازية.

### بعد الحرب العالمية الثانية
احتل الاتحاد السوفيتي بولندا بعد الحرب، واحتلت الولايات المتحدة وبريطانيا العظمى وفرنسا والاتحاد السوفيتي النمسا، فاتّبع البلدان نظامان سياسيان مختلفان. استمرت النمسا في إعادة تأسيس نفسها كجمهورية، وتعهدت بالحياد، بينما أصبحت بولندا دولة شيوعية تابعة للاتحاد السوفيتي. كانت العلاقة بين النمسا وبولندا متوترة وباردة في المناخ السياسي اللاحق، إذ كان هناك اتصال شبه معدم بينهما طوال الحرب الباردة. استقر عدد كبير من اللاجئين البولنديين، الذي هرب معظمهم من الحكم الشيوعي، في النمسا، وشكلوا مجتمعًا صغيرًا من الشتات البولندي في النمسا. ظل هذا الوضع حتى عام 1989، مع انهيار الشيوعية في جميع أنحاء أوروبا، وشهدت هذه العلاقة بعد ذلك نقطة ازدهار أخرى.

## العلاقات الحديثة
أيدت النمسا دمج بولندا بالعالم الغربي منذ نهاية الشيوعية في عام 1989 في بولندا. يتمتع البلدان بتقدم كبير، فانضمت بولندا إلى حلف الناتو والاتحاد الأوروبي اللذان توجد فيهما النمسا كعضو دائم. كان هناك تعاون اقتصادي وديمقراطي أقوى بين البلدين في الآونة الأخيرة، مثل القانون المدني المتبادل والوثيقة.
كانت هناك خلافات بين بولندا والنمسا حول أزمة اللاجئين السوريين في الآونة الأخيرة بسبب الحرب الأهلية السورية المستمرة.

## مقارنة بين البلدين
هذه مقارنة عامة ومرجعية للدولتين:
| وجه المقارنة                                              | النمسا                                                    | بولندا                                                                             |
| --------------------------------------------------------- | --------------------------------------------------------- | ---------------------------------------------------------------------------------- |
| المساحة (كم2)                                             | 83.86 ألف                                                 | 312.68 ألف                                                                         |
| عدد السكان (نسمة)                                         | 8.81 مليون                                                | 38.43 مليون                                                                        |
| الكثافة السكانية (ن./كم²)                                 | 105.06                                                    | 122.91                                                                             |
| العاصمة                                                   | فيينا                                                     | وارسو                                                                              |
| اللغة الرسمية                                             | اللغة الألمانية، لغة الإشارة النمساوية ‏                   | اللغة البولندية                                                                    |
| العملة                                                    | يورو، شلن نمساوي، رايخ مارك، شلن نمساوي                   | زلوتي بولندي                                                                       |
| الناتج المحلي الإجمالي (بليون دولار)                      | 416.60 مليار                                              | 524.51 مليار                                                                       |
| الناتج المحلي الإجمالي (تعادل القوة الشرائية) بليون دولار | 426.99 مليار                                              | 1.02 تريليون                                                                       |
| الناتج المحلي الإجمالي الاسمي للفرد دولار أمريكي          | 43.77 ألف                                                 | 12.55 ألف                                                                          |
| الناتج المحلي الإجمالي للفرد دولار أمريكي                 | 47.68 ألف                                                 | 26.14 ألف                                                                          |
| مؤشر التنمية البشرية                                      | 0.885                                                     | 0.843                                                                              |
| رمز المكالمات الدولي                                      | +43                                                       | +48                                                                                |
| رمز الإنترنت                                              | .at                                                       | .pl                                                                                |
| المنطقة الزمنية                                           | توقيت وسط أوروبا، ت ع م+01:00، ت ع م+02:00، أوروبا/فيينا ‏ | توقيت وسط أوروبا، ت ع م+01:00، ت ع م+02:00، أوروبا/وارسو ‏، توقيت وسط أوروبا الصيفي |

## مدن متوأمة
في ما يلي قائمة باتفاقيات التوأمة بين مدن نمساوية وبولندية:
- ترتبط Lassee [الإنجليزية]‏ مع Strzyżów [الإنجليزية]‏ باتفاقية توأمة.
- ترتبط إنسبروك مع كراكوف باتفاقية توأمة منذ 1967.[12][13][14][15]
- ترتبط Mank, Austria [الإنجليزية]‏ مع رودا شلاسكا باتفاقية توأمة.
- ترتبط Laa an der Thaya [الإنجليزية]‏ مع شفينتوخوفيتسه باتفاقية توأمة.
- ترتبط Mariazell [الإنجليزية]‏ مع تشيستوخوفا باتفاقية توأمة.
- ترتبط كلاغنفورت مع جيشوف باتفاقية توأمة منذ 1994.[16][17][18][16]
- ترتبط بلدة ميلك مع رودا شلاسكا باتفاقية توأمة.
- ترتبط Ebensee am Traunsee [الإنجليزية]‏ مع Zawiercie [الإنجليزية]‏ باتفاقية توأمة.
- ترتبط فيينا مع وارسو باتفاقية توأمة منذ 20 نوفمبر 1990.
- ترتبط يودنبورغ مع خوينا باتفاقية توأمة.

## منظمات دولية مشتركة
يشترك البلدان في عضوية مجموعة من المنظمات الدولية، منها:
| علم المنظمة | اسم المنظمة                             | تاريخ انضمام النمسا | تاريخ انضمام بولندا |
| ----------- | --------------------------------------- | ------------------- | ------------------- |
|             | وكالة ضمان الاستثمار متعدد الأطراف      | 16 ديسمبر 1997      | 29 يونيو 1990       |
|             | منظمة الشرطة الجنائية الدولية           | ?                   | ?                   |
|             | مجموعة الموردين النوويين                | ?                   | ?                   |
|             | منظمة حظر الأسلحة الكيميائية            | ?                   | ?                   |
|             | منظمة التجارة العالمية                  | ?                   | 1 يوليو 1995        |
|             | الفريق المعني برصد الأرض                | ?                   | ?                   |
|             | الأمم المتحدة                           | 14 ديسمبر 1955      | 24 أكتوبر 1945      |
|             | مركز تنسيق الحركة في أوروبا ‏            | ?                   | ?                   |
|             | المنظمة الأوروبية لسلامة الملاحة الجوية | 1993                | 2004                |
|             | مؤسسة التمويل الدولية                   | 28 سبتمبر 1956      | 29 ديسمبر 1987      |
|             | يونسكو                                  | 13 أغسطس 1948       | 6 نوفمبر 1946       |
|             | مؤسسة التنمية الدولية                   | 28 يونيو 1961       | 28 أكتوبر 1960      |
|             | الوكالة الدولية للطاقة                  | ?                   | 25 سبتمبر 2008      |
|             | الاتحاد الأوروبي                        | 1995                | 1 مايو 2004         |
|             | منظمة الأمن والتعاون في أوروبا          | 25 يونيو 1973       | 25 يونيو 1973       |
|             | الاتحاد الدولي للاتصالات                | 1866                | 1921                |
|             | منظمة التعاون الاقتصادي والتنمية        | ?                   | 22 نوفمبر 1996      |
|             | مجموعة أستراليا                         | 1989                | 1994                |
|             | نظام تحكم تكنولوجيا القذائف             | 1991                | 1998                |
|             | مجلس أوروبا                             | ?                   | 26 نوفمبر 1991      |
|             | البنك الدولي للإنشاء والتعمير           | 27 أغسطس 1948       | 27 يونيو 1986       |
|             | الاتحاد البريدي العالمي                 | ?                   | 1 مايو 1919         |

## وصلات خارجية
- موقع وزارة الخارجية النمساوية
- موقع وزارة الخارجية البولندية